# Wolfgang Heinemann (Historiker)
Wolfgang Heinemann (* 5. März 1936; † 30. September 2017 in Simmern/Hunsrück) war ein deutscher Lehrer und Historiker.

## Leben
Von 1972 bis 2000 war Heinemann Direktor des Herzog-Johann-Gymnasiums in Simmern. Von 1974 bis 1984 war der promovierte Historiker Mitglied des Stadtrats. Er ist Mitautor der im Jahre 1980 von der Stadt herausgegebenen Festschrift 650 Jahre Stadt Simmern. Seit 1990 saß Heinemann im Stiftungsvorstand der Günter-Felke-Stiftung. Er war Redakteur der Hunsrücker Heimatblätter seit 2000 und übernahm ab Dezember 2002 die Schriftleitung von Gustav Schellack. Von 2002 bis 2014 war er Vorsitzender des Kulturvereins CulturisSIMo der Stadt und Verbandsgemeinde Simmern.

## Auszeichnungen
Wolfgang Heinemann erhielt im Dezember 2008 die Ehrennadel der Stadt Simmern für besondere kulturelle Verdienste. und im Januar 2016 die Ehrennadel der Verbandsgemeinde Simmern.

## Publikationen (Auswahl)
- Das Bistum Hildesheim im Kräftespiel der Reichs- und Territorialpolitik vornehmlich des 12. Jahrhunderts. Hildesheim 1968.
- Festschrift Lionsclub Bapaume & Lionsclub Hunsrück 1968–1998, Alterkülz 1998.
- 30 Simmerner Jahre 1970–2000. In: Hunsrücker Heimatblätter. Jg. 40, Nr. 112, 2000, ISSN 0947-1405, S. 77–97.
- Einhundert Jahre Schulentwicklung der weiterführenden Schulen auf dem Hunsrück. In: Hunsrücker Heimatblätter. Jg. 41, Nr. 116, 2001, ISSN 0947-1405, S. 332–347.
- Festschrift 250 Jahre St. Josephskirche (1752–2002). Simmern 2002.
- Anmerkungen zum sog. „Schinderhannes-Jahr 2003“. In: Hunsrücker Heimatblätter. Jg. 43, Nr. 122, 2003, ISSN 0947-1405, S. 68–73.
- Kirchberg und seine Schulen. Bd. 1: Die katholische Schule Kirchberg und ihre Lehrer. Simmern 2003, ISBN 3-9807919-6-3.
- Liselotte von der Pfalz: Fürstin, Chronistin und Intellektuelle aus der Linie Pfalz-Simmern, Ausstellungskatalog für die Ausstellung im September 2004.
- Geschichte der Stadt Simmern 1948 bis 1966 unter Stadt- und Amtsbürgermeister Dr. Fritz Vollbracht. Simmern 2009. ISBN 978-3-9810654-1-1
- Simmerns Weg zum Bildungszentrum des Hunsrücks. Simmern 2009. ISBN 978-3-9810654-3-5.
- 300 Jahre Neues Schloss zu Simmern 1709–2009, Sonderheft der Hunsrücker Heimatblätter Nr. 139, 2009, S. 407ff.
- Günter-Felke-Stiftung - Quo vadis? Jahresbericht 2009/2010 des Herzog-Johann-Gymnasiums Simmern, Böhmer Druck Service Simmern, Juni 2010.
- 20 Jahre Schulpartnerschaft mit dem Avasi-Gymnasium in Miskolc/Ungarn, Jahresbericht 2010/2011 des Herzog-Johann-Gymnasiums Simmern, Böhmer Druck Service Simmern, Juli 2011.
- Geschichte der Stadt Simmern 1966 bis 1979 unter den Stadtbürgermeistern Kurt Schöllhammer (1966–1975), Albert Lax (1975–1977), Karl Windhäuser (1977–1979). Simmern 2011, ISBN 978-3-9810654-5-9.
- Aspekte der Geschichte der Stadt Simmern unter dem Bürgermeister Wolfram Berg (20. August 1979 bis 2. Dezember 1989), Hunsrücker Heimatblätter Nr. 150, 2012, S. 564ff.
- Festschrift 10 Jahre CulturisSIMo, Kulturverein der Stadt und Verbandsgemeinde Simmern e.V., Simmern 2012
- Rede zur Verleihung der Günter-Felke-Preise 2013, Jahresbericht 2012/2013 des Herzog-Johann-Gymnasiums Simmern, Böhmer Druck Service Simmern, August 2013, S. 151ff.
- Rede zur Preisverleihung der Günter-Felke-Stiftung am 14. 02. 2014. In: Jahresbericht 2013/2014 des Herzog-Johann-Gymnasiums Simmern. Böhmer, Simmern 2014, S. 135 ff.
- Wolfgang Heinemann, Zur Gründungsgeschichte des heutigen Herzog-Johann-Gymnasiums in Simmern, S. 21ff, in: Festschrift 550 Jahre Dauer und Wandel - von der Lateinschule zum Herzog-Johann-Gymnasium. Hrsg. Herzog-Johann-Gymnasium Simmern, 55469 Simmern, Böhmer Druck Service Simmern, Mai 2015.
- Wolfgang Heinemann, Zur Gründungsgeschichte des heutigen Herzog-Johan-Gymnasiums zu Simmern und zu den Bildungsmöglichkeiten in der Zeit von ca. 1400-1600.Simmern 2015, Hrsg. Dr. Wolfgang Heinemann mit freundlicher Unterstützung des Hunsrücker Geschichtsvereins e.V.; Böhmer Druck Service 553469 Simmern Mai 2015, 62 S.
- Wolfgang Heinemann: 50 Jahre Lions Club Hunsrück, 21. Oktober 1965 – 21. Oktober 2015. Eine Reise durch die Zeit! Böhmer, Simmern 2015. 346. S.Wolfgang Heinemann: Zur Geschichte der Kolpingfamilie der Pfarrei St. Josef in Simmern/Hunsrück HHBL Nr. 162, 2016, S. 58ff.